# Монарх труцький
Монарх труцький (Metabolus rugensis) — вид горобцеподібних птахів родини монархових (Monarchidae). Ендемік Федеративних Штатів Мікронезії. Це єдиний представник монотипового роду Труцький монарх (Metabolus).

## Опис
Довжина птаха становить 20 см. Забарвлення самця майже повністю біле, за винятком чорного обличчя і горла і чорних кінчиків першорядних махових пер. Іноді нижня частина тіла самців може мати легкий жовтувато-коричневий або рожевий відтінок. Забарвлення самиць темно-сіре, часто поцятковане рудими плямами.Верхня частина тіла у молодих птахів руда, нижня частина тіла рудувато-охриста, над очима малопомітні жовті "брови". Труцькі монархи мають великий сизий дзьоб.

## Поширення і екологія
Труцькі монархи є ендеміками островів атолу Чуук (або Трук). Вони живуть в тропічних і мангрових лісах, в чагарникових заостях і на плантаціях, на висоті до 435 м над рівнем моря.

## Збереження
МСОП класифікує цей вид як такий, що знаходиться під загрозою зникнення. За оцінками дослідників, популяція труцьких монархів становить від 100 до 2500 птахів. Їм загрожує знищення природного середовища.